# Paquetá (Santos)
Paquetá é um bairro localizado no município de Santos, no  estado de São Paulo, no Brasil.
Localiza-se junto a uma das áreas mais antigas do Porto de Santos, cerca de 1 km a leste do Centro. É considerada uma das regiões mais degradadas da cidade, marcada pela presença de vários casarões antigos transformados em cortiços, e de uma conhecida área de prostituição. Existem ali, também, diversos armazéns, muitos deles antigos e abandonados, o bairro também é uma área notória de Tráfico de drogas.
São marcos do bairro as instalações do Moinho Santista e o Cemitério do Paquetá, onde estão sepultados personagens ilustres, como o poeta Vicente Augusto de Carvalho, o ex-governador paulista Mário Covas e o ex-prefeito de São Paulo Bruno Covas

## Etimologia
"Paquetá" é uma palavra com origem na língua tupi. Significa "muitas pacas", pela junção dos termos paka (paca) e etá (muitos).